# Dialeto estremenho
|                                                                                   |  |  |
| Estremadura e Beira Litoral, antigas províncias portuguesas actualmente extintas. |  |  |

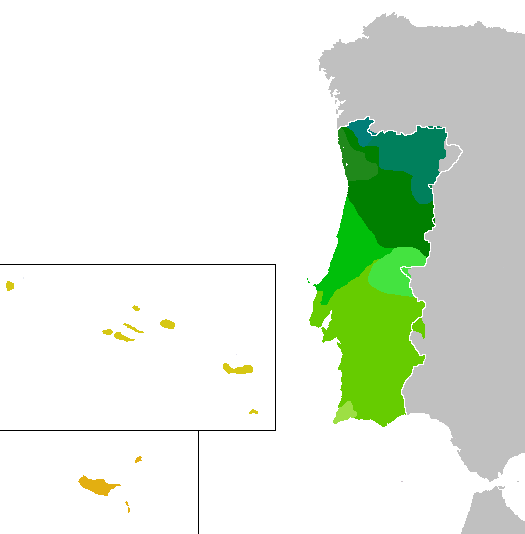
Dialetos de Portugal.

O dialecto estremenho é um dialecto do português europeu que abrange a Estremadura e parte da Beira Litoral, sendo que faz parte dos dialectos centro-meridionais.
Dentro deste dialecto encontra-se a variedade lisboeta que constitui a base para o padrão do português europeu.

## Características
Os dialectos estremenhos apresentam as seguintes características :
- a monotongação generalizada do ditongo [ow] (touro, roupa passam a "tôro", "rôpa").
- em certas sub-regiões, como a saloia (arredores de Lisboa), a monotongação do ditongo [ej] ("manêra" em vez de maneira), embora este tenha evoluído para [ɐj] no dialecto lisboeta ("manâira");
- sibilantes pré-dorsodentais, isto é, o /s/ e o /z/ são pronunciados como no padrão europeu e distinguem-se bem do x de baixo e o j de haja - ao contrário do que acontece com os dialectos setentrionais.

## Registos sonoros
- Ouvir